# Xanthotrogus sieversi
Xanthotrogus sieversi är en skalbaggsart som beskrevs av Edmund Reitter 1896. Xanthotrogus sieversi ingår i släktet Xanthotrogus och familjen Melolonthidae. Inga underarter finns listade i Catalogue of Life.